# Reichstagswahlkreis Königreich Württemberg 16

Die Wahlkreisaufteilung des Deutschen Reichs.

Der Reichstagswahlkreis Königreich Württemberg 16 (in der reichsweiten Durchnummerierung auch Reichstagswahlkreis 323; auch Reichstagswahlkreis Biberach–Waldsee genannt) war der sechzehnte Reichstagswahlkreis für das Königreich Württemberg für die Reichstagswahlen im Deutschen Reich und zum Zollparlament von 1868 bis 1918.

## Wahlkreiszuschnitt 1868
Bei der Zollparlamentswahl 1868 umfasste der Wahlkreis Königreich Württemberg 16 die Oberämter Freudenstadt, Horb, Oberndorf, Herrenberg und Sulz. Dieser Wahlkreis trug ab 1871 die Nummer 8. Der Wahlkreis für die Oberämter Ravensburg, Tettnang, Wangen und Leutkirch trug hingegen 1868 die Nummer Königreich Württemberg 1. Um die räumliche Kontinuität besser abzubilden, zeigt dieser Artikel für die Wahl 1868 daher die Ergebnisse des Wahlkreises Königreich Württemberg 1.

## Wahlkreiszuschnitt ab 1871
Der Wahlkreis umfasste die Oberämter Biberach, Leutkirch, Waldsee und Wangen.
Er war eine Parteihochburg der Württembergischen Zentrumspartei.
| Jahr | Einwohner |
| ---- | --------- |
| 1890 | 108.764   |
| 1895 | 109.066   |
| 1900 | 110.579   |
| 1905 | 115.791   |
| 1910 | 120.652   |

|      | Landwirtschaft | Industrie und Gewerbe | Handel und Dienstleistungen |
| ---- | -------------- | --------------------- | --------------------------- |
| 1895 | 66,2           | 24,0                  | 9,8                         |
| 1907 | 63,7           | 25,2                  | 11,1                        |

|      | Evangelisch | Katholisch |
| ---- | ----------- | ---------- |
| 1890 | 8,4         | 91,5       |
| 1905 | 8,2         | 91,8       |
| 1910 | 8,0         | 91,9       |

Un Württemberg trat die NLP als Deutsche Partei auf. Die amtliche Statistik führte die Abgeordneten zur Vergleichbarkeit mit den Wahlergebnissen in anderen Teilen Deutschlands als NLP, auch waren die württembergischen Reichstagsabgeordneten Mitglieder der Reichstagsfraktion der NLP. Die Darstellung in diesem Artikel folgt dem.

## Abgeordnete
| Wahl                                    | Abgeordneter                     | Partei                   | Bild |
| --------------------------------------- | -------------------------------- | ------------------------ | ---- |
| Zollparlamentswahl 1868 bis 1871 (WK 1) | Constantin Franz von Neurath     | fraktionslos-großdeutsch |      |
| Reichstagswahl 1871 bis 1872            | Wilhelm von Waldburg-Zeil        | DRP                      |      |
| Ersatzwahl 1872 bis 1881                | Cajetan von Bissingen-Nippenburg | Zentrum                  |      |
| Reichstagswahl 1881 bis 1890            | Reinhard zu Neipperg             | Zentrum                  |      |
| Reichstagswahl 1890 bis 1903            | Gebhard Braun                    | Zentrum                  | 0    |
| Reichstagswahl 1903 bis 1918            | Matthias Erzberger               | Zentrum                  |      |

## Wahlen

### 1868
Es fand ein Wahlgang statt. 10.519 Stimmen wurden abgegeben.
| Constantin Franz von Neurath | fraktionslos-großdeutsch | 9624 |

### 1871
Es fand ein Wahlgang statt. 20.286 Männer waren wahlberechtigt. Die Zahl der abgegebenen gültigen Stimmen betrug 12.110, 32 Stimmen waren ungültig. Die Wahlbeteiligung betrug 59,9 %.
| Kandidat                  | Partei               | Stimmen | in % | Anmerkungen |
| ------------------------- | -------------------- | ------- | ---- | ----------- |
| Wilhelm von Waldburg-Zeil | DRP                  | 9894    | 0    | 0           |
| Neher                     | Zentrum, großdeutsch | 2189    | 0    | 0           |
| 0                         | Sonstige             | 27      | 0    | 0           |

### Ersatzwahl 1872
Wilhelm von Waldburg-Zeil legte sein Mandat nieder und es kam am 15. April 1872 zu einer Ersatzwahl. Es fand ein Wahlgang statt. Die Zahl der abgegebenen gültigen Stimmen betrug 10.623.
| Kandidat                         | Partei   | Stimmen | in % | Anmerkungen |
| -------------------------------- | -------- | ------- | ---- | ----------- |
| von König                        | NLP      | 2614    | 0    | 0           |
| Landle                           | V        | 1253    | 0    | 0           |
| Cajetan von Bissingen-Nippenburg | Zentrum  | 6750    | 0    | 0           |
| 0                                | Sonstige | 6       | 0    | 0           |

### 1874
Es fand ein Wahlgang statt. 21.820 Männer waren wahlberechtigt. Die Zahl der abgegebenen gültigen Stimmen betrug 14.260, 27 Stimmen waren ungültig. Die Wahlbeteiligung betrug 65,6 %.
| Kandidat                         | Partei   | Stimmen | in % | Anmerkungen |
| -------------------------------- | -------- | ------- | ---- | ----------- |
| Rechtsanwalt Schnitzer           | NLP      | 2568    | 0    | 0           |
| Cajetan von Bissingen-Nippenburg | Zentrum  | 11.687  | 0    | 0           |
| 0                                | Sonstige | 25      | 0    | 0           |

### 1877
Es fand ein Wahlgang statt. 22.212 Männer waren wahlberechtigt. Die Zahl der abgegebenen gültigen Stimmen betrug 12.351, 21 Stimmen waren ungültig. Die Wahlbeteiligung betrug 55,7 %.
| Kandidat                         | Partei   | Stimmen | in % | Anmerkungen |
| -------------------------------- | -------- | ------- | ---- | ----------- |
| A. von Schmidsfeld               | NLP      | 2140    | 0    | 0           |
| Cajetan von Bissingen-Nippenburg | Zentrum  | 10.199  | 0    | 0           |
| 0                                | Sonstige | 12      | 0    | 0           |

### 1878
Es fand ein Wahlgang statt. 22.433 Männer waren wahlberechtigt. Die Zahl der abgegebenen gültigen Stimmen betrug 12.183, 24 Stimmen waren ungültig. Die Wahlbeteiligung betrug 54,4 %.
| Kandidat                         | Partei   | Stimmen | in % | Anmerkungen |
| -------------------------------- | -------- | ------- | ---- | ----------- |
| A. von Schmidsfeld               | NLP      | 1181    | 0    | 0           |
| Cajetan von Bissingen-Nippenburg | Zentrum  | 10.934  | 0    | 0           |
| 0                                | S        | 33      | 0    | 0           |
| 0                                | Sonstige | 35      | 0    | 0           |

### 1881
Es fand ein Wahlgang statt. 22.271 Männer waren wahlberechtigt. Die Zahl der abgegebenen gültigen Stimmen betrug 11.290, 41 Stimmen waren ungültig. Die Wahlbeteiligung betrug 50,0 %.
| Kandidat             | Partei   | Stimmen | in % | Anmerkungen |
| -------------------- | -------- | ------- | ---- | ----------- |
| A. von Schmidsfeld   | NLP      | 488     | 0    | 0           |
| Reinhard zu Neipperg | Zentrum  | 10.689  | 0    | 0           |
| August Bebel         | S        | 41      | 0    | 0           |
| 0                    | Sonstige | 63      | 0    | 0           |

### 1884
Es fand ein Wahlgang statt. 22.210 Männer waren wahlberechtigt. Die Zahl der abgegebenen gültigen Stimmen betrug 11.618, 46 Stimmen waren ungültig. Die Wahlbeteiligung betrug 52,5 %.
| Kandidat             | Partei   | Stimmen | in % | Anmerkungen |
| -------------------- | -------- | ------- | ---- | ----------- |
| Reinhard zu Neipperg | Zentrum  | 11.544  | 0    | 0           |
| 0                    | Sonstige | 74      | 0    | 0           |

### 1887
Es fand ein Wahlgang statt. 22.936 Männer waren wahlberechtigt. Die Zahl der abgegebenen gültigen Stimmen betrug 19.354, 27 Stimmen waren ungültig. Die Wahlbeteiligung betrug 84,5 %
| Kandidat             | Partei   | Stimmen | in % | Anmerkungen |
| -------------------- | -------- | ------- | ---- | ----------- |
| 0                    | DRP      | 2883    | 0    | 0           |
| Reinhard zu Neipperg | Zentrum  | 16.447  | 0    | 0           |
| 0                    | Sonstige | 24      | 0    | 0           |

### 1890
Moltke trat als gemeinsamer Kandidat der Kartellparteien NLP und Konservative. Es fand ein Wahlgang statt. 23.081 Männer waren wahlberechtigt. Die Zahl der abgegebenen gültigen Stimmen betrug 13.952, 27 Stimmen waren ungültig. Die Wahlbeteiligung betrug 60,4 %.
| Kandidat           | Partei   | Stimmen | in %   | Anmerkungen |
| ------------------ | -------- | ------- | ------ | ----------- |
| Konrad Haußmann    | DVP      | 637     | 4,6 %  | 0           |
| Helmuth von Moltke | K        | 1186    | 8,5 %  | 0           |
| Karl Kloß          | S        | 27      | 0,2 %  | 0           |
| Gebhard Braun      | Zentrum  | 12.033  | 86,4 % | 0           |
| 0                  | Sonstige | 42      | 0,3    | 0           |

### 1893
Erneut einigten sich die Kartellparteien auf einen gemeinsamen Kandidaten, diesmal aus den Reihen der Reichspartei. Es fand ein Wahlgang statt. 23.143 Männer waren wahlberechtigt. Die Zahl der abgegebenen gültigen Stimmen betrug 14.163, 24 Stimmen waren ungültig. Die Wahlbeteiligung betrug 61,2 %.
| Kandidat                 | Partei   | Stimmen | in %   | Anmerkungen |
| ------------------------ | -------- | ------- | ------ | ----------- |
| Konrad Haußmann          | DVP      | 955     | 6,8 %  | 0           |
| Friedrich August Köstlin | DRP      | 793     | 5,6 %  | 0           |
| Bernhard Tauscher        | S        | 316     | 2,2 %  | 0           |
| Gebhard Braun            | Zentrum  | 12.030  | 85,1 % | 0           |
| 0                        | Sonstige | 45      | 0,3    | 0           |

### 1898
Es fand ein Wahlgang statt. 23.488 Männer waren wahlberechtigt. Die Zahl der abgegebenen gültigen Stimmen betrug 14.384, 21 Stimmen waren ungültig. Die Wahlbeteiligung betrug 61,2 %.
| Kandidat            | Partei   | Stimmen | in %  | Anmerkungen              |
| ------------------- | -------- | ------- | ----- | ------------------------ |
| Otto von Bismarck   | DSR      | 26      | 0,2 % | 0                        |
| Friedrich von Payer | DVP      | 781     | 5,4 % | 0                        |
| Eugen Metzler       | NLP      | 50      | 0,3 % | Rechtsanwalt, Ravensburg |
| Georg Bronnenmayer  | S        | 297     | 2,1 % | Wirt, Göppingen          |
| Gebhard Braun       | Zentrum  | 13.165  | 0     |                          |
| 0                   | Sonstige | 44      | 0,3   | 0                        |

### 1903
Es fand ein Wahlgang statt. 24.914 Männer waren wahlberechtigt. Die Zahl der abgegebenen gültigen Stimmen betrug 18.736, 60 Stimmen waren ungültig. Die Wahlbeteiligung betrug 75,2 %.
| Kandidat                 | Partei    | Stimmen | in %   | Anmerkungen |
| ------------------------ | --------- | ------- | ------ | ----------- |
| Friedrich von Payer      | DVP       | 583     | 3,2 %  | 0           |
| Jehle                    | DVP       | 76      | 0,4 %  | 0           |
| Friedrich Ludwig von Geß | NLP       | 488     | 2,6 %  | 0           |
| Friedrich Göhring        | S         | 532     | 2,8 %  | 0           |
| Matthias Erzberger       | Zentrum   | 16.884  | 90,4 % | 0           |
| 0                        | Parteilos | 39      | 0,2 %  | 0           |
| 0                        | Sonstige  | 69      | 0,3    | 0           |

### 1907
Güntter trat als gesamtliberaler Kandidat an. Es fand ein Wahlgang statt. 26.110 Männer waren wahlberechtigt. Die Zahl der abgegebenen gültigen Stimmen betrug 22.338, 33 Stimmen waren ungültig. Die Wahlbeteiligung betrug 85,6 %.
| Kandidat           | Partei   | Stimmen | in %   | Anmerkungen         |
| ------------------ | -------- | ------- | ------ | ------------------- |
| Güntter            | NLP      | 1711    | 7,7 %  | Fabrikant, Biberach |
| Karl Hildenbrand   | S        | 491     | 2,2 %  | 0                   |
| Matthias Erzberger | Zentrum  | 20.083  | 90,0 % | 0                   |
| 0                  | Sonstige | 20      | 0,1    | 0                   |

### 1912
Es fand ein Wahlgang statt. 26.962 Männer waren wahlberechtigt. Die Zahl der abgegebenen gültigen Stimmen betrug 23.011, 71 Stimmen waren ungültig. Die Wahlbeteiligung betrug 85,3 %.
| Kandidat            | Partei   | Stimmen | in %   | Anmerkungen |
| ------------------- | -------- | ------- | ------ | ----------- |
| Friedrich von Payer | FoVP     | 1537    | 6,7 %  | 0           |
| Karl Hildenbrand    | S        | 986     | 4,4 %  | 0           |
| Matthias Erzberger  | Zentrum  | 20.380  | 88,8 % | 0           |
| 0                   | Sonstige | 27      | 0,2    | 0           |